# Daniel García Ramos

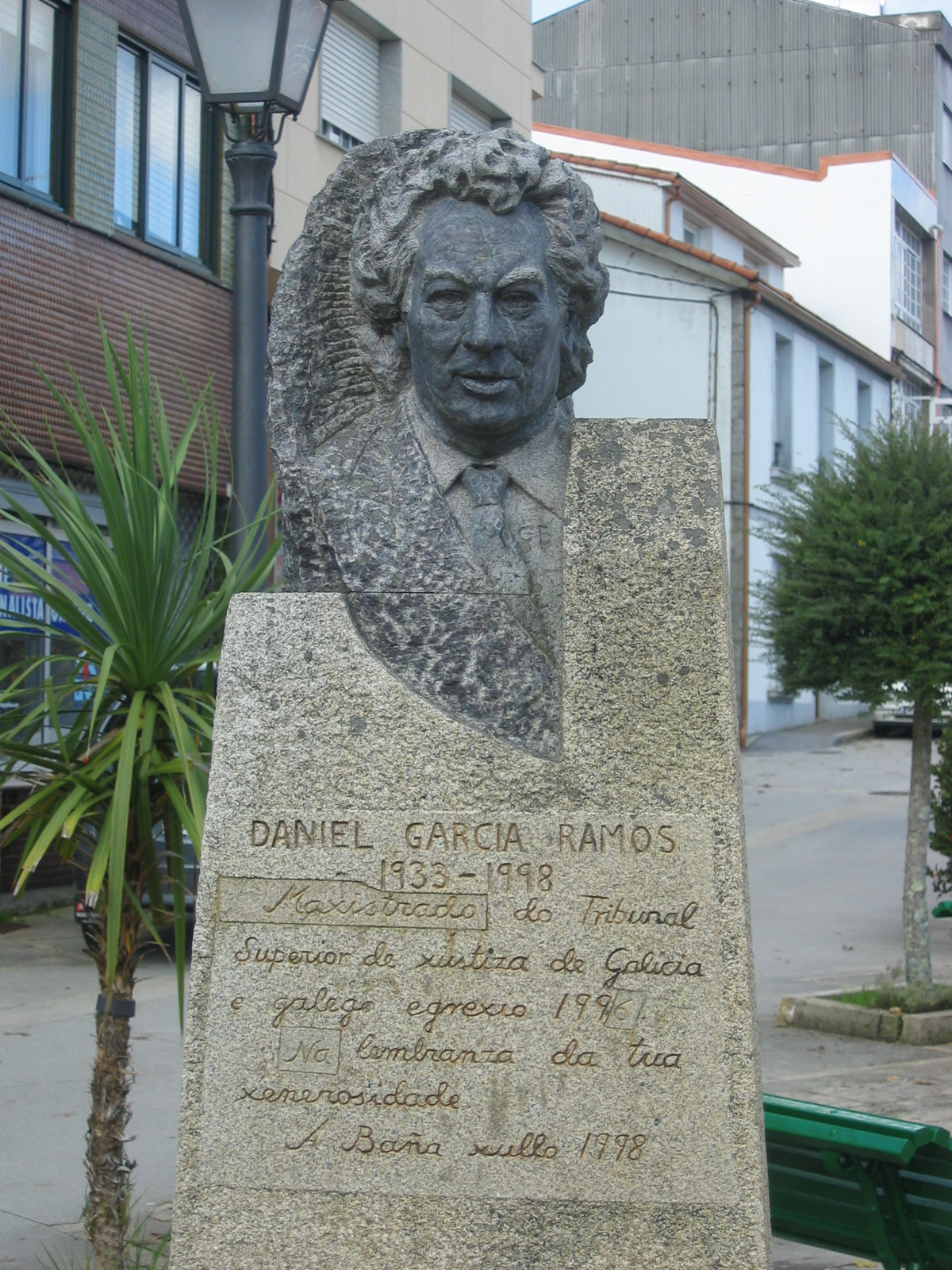
Busto en su honor erigido en La Baña

Daniel García Ramos, nacido en La Baña (La Coruña) el 16 de abril de 1933 y fallecido en Santiago de Compostela el 23 de febrero de 1998, fue un profesor y juez español.

## Trayectoria
Nació en la pequeña localidad de La Baña, hijo de maestros y nieto de un médico rural. Se trasladó a estudiar a Santiago de Compostela, donde se licenció en derecho con excelentes calificaciones. Se desplazó a Madrid para continuar sus estudios de postgrado en Ciencias Políticas, y allí comenzó a ejercer como abogado y como ejecutivo de una entidad bancaria. Finalmente regresó a Galicia para ejercer como  profesor adjunto de Economía y Hacienda en la Facultad de Derecho de la Universidad de Santiago de Compostela.
Posteriormente ingresó en la carrera judicial, siendo destinado como Juez a Bande (Orense) y más tarde trasladado a La Estrada (Pontevedra), caracterizándose por su cercanía a los ciudadanos y su talante democrático, lo que le llevó a ingresar en la asociación de Jueces para la Democracia.  
En 1984 ascendió a Magistrado, siendo destinado inicialmente a Ávila,  poco después a la Audiencia Provincial de Orense y más tarde, en 1990, fue nombrado por el Consejo General del Poder Judicial Magistrado del Tribunal Superior de Justicia de Galicia.
Fue uno de los impulsores del proceso de normalización lingüística del gallego en la justicia. Participó en el Simposio Internacional de Lenguas Europeas y Legislaciones (1992) y en el Congreso de la Cultura Gallega con el artículo “Situación legal del gallego” (1992). Intervino de forma muy activa en los sucesivos congresos celebrados sobre el régimen jurídico de los montes en mano común. Colaboró en la revista Grial.
Falleció repentinamente en Santiago de Compostela el 23 de febrero de 1998,

## Obras
- El régimen jurídico de la lengua gallega, 1990.

### Obras colectivas
- Cuentos de la Justicia, 1991.

## Reconocimientos
- I Edición Premios San Martiño de normalización lingüística (1991), en el Ayuntamiento de La Estrada.
- Hijo predilecto del Ayuntamiento de La Baña (1998), que le erigió un busto en su honor.
- Título de "Galego Egrexio".
- El Ayuntamiento de Santiago le dedicó una calle.